# American Society of Plant Taxonomists
De American Society of Plant Taxonomists (ASPT) is een Amerikaanse vereniging van plantentaxonomen die in 1935 is opgericht. De organisatie richt zich op de promotie van onderzoek en onderwijs op het gebied van taxonomie, systematiek en fylogenie van vaatplanten en niet-vaatplanten. 
Diverse prominente botanici zijn lid van de vereniging, waaronder Frank Almeda, Arne Anderberg, William Baker, Michael Balick, Fred Barrie, Brian Boom, Birgitta Bremer, Kåre Bremer, Sherwin Carlquist, Mark Chase, Thomas Daniel, Gerrit Davidse, Laurence Dorr, Robert Dressler, Mike Fay, Roy Gereau,  Lynn Gillespie, Peter Goldblatt, Robbert Gradstein, Victoria Hollowell, Peter Møller Jørgensen, Walter Judd, Sandra Knapp, Harri Lorenzi, Gwilym Lewis, Porter Lowry, Lucinda McDade, Conley McMullen, John McNeill, Gordon McPherson, Scott Mori, Richard Olmstead, Jeffrey Palmer, José Panero, Toby Pennington, Ghillean Prance, Peter Raven, Susanne Renner, Harold Robinson, Paula Rudall, Ole Seberg, Laurence Skog, Erik Smets, Douglas Soltis, Pamela Soltis, Robert Soreng, Kenneth Sytsma, Carmen Ulloa Ulloa, Warren L. Wagner, Ben-Erik van Wyk en Scott Zona.  Van de vereniging maken ook corresponderende leden deel uit. Corresponderende leden zijn botanici van buiten de Verenigde Staten met een internationale reputatie. Onder de corresponderende leden bevinden zich Vernon Heywood, Paul Maas, Bernard Verdcourt en in het verleden Armen Takhtajan. 
De vereniging organiseert meerdere activiteiten voor haar leden, waaronder de jaarlijkse bijeenkomst die elke zomer gedurende meerdere dagen wordt gehouden. Deze bijeenkomst wordt mede georganiseerd met andere botanische organisaties. 
Vier keer per jaar wordt het botanische tijdschrift Systematic Botany uitgegeven. Tevens is de ASPT verantwoordelijk voor de publicatie van Systematic Botany Monographs, die taxonomische revisies en monografieën van taxa omvatten. 
De American Society of Plant Taxonomists is aangesloten bij de American Institute of Biological Sciences (AIBS), een wetenschappelijke associatie die zich richt op het bevorderen van biologisch onderzoek en onderwijs in de Verenigde Staten. Ook is de organisatie aangesloten bij de Plant Conservation Alliance (PCA), een samenwerkingsverband dat zich richt op de bescherming van planten die van nature voorkomen in de Verenigde Staten. De organisatie werkt samen met de Natural Science Collections Alliance, een Amerikaanse non-profit-associatie die zich richt op de ondersteuning van natuurwetenschappelijke collecties, hun menselijke middelen, de instituten die de collecties huisvesten en hun onderzoeksactiviteiten.